# إدي ديفيس (ملاكم)
إدي ديفيس (بالإنجليزية: Eddie Davis)‏ (4 أكتوبر 1951 - ) هو ملاكم أمريكي، صنّف ضمن فئة الوزن الثقيل الخفيف ‏.

## روابط خارجية
- إدي ديفيس على موقع بوكس ريك (الإنجليزية) (registration required)